# Exarcado apostólico de Estambul
El exarcado apostólico de Estambul o de Constantinopla para los católicos de rito bizantino residentes en Turquía (en latín: Exarchatus Apostolicus Constantinopolitanus y en turco: İstanbul Rum Katolik Apostolik Eksarhlığı) es una circunscripción eclesiástica de la Iglesia católica en Turquía. Se trata de un exarcado apostólico bizantino griego, inmediatamente sujeto a la Santa Sede. Desde el 28 de enero de 1957 es sede vacante y su administrador apostólico es el obispo Massimiliano Palinuro.

## Territorio y organización
El exarcado apostólico tiene 783 562 km² y extiende su jurisdicción sobre los fieles católicos de rito bizantino griego residentes en Turquía.  
La sede del exarcado apostólico se encuentra en la ciudad de Estambul, en donde se halla la Catedral de la Santísima Trinidad.
En 2023 en el exarcado apostólico existía una parroquia, la iglesia de la Santísima Trinidad (Ayatriada Rum Katoliki Kilise), en Estambul. Para 2023 el número de fieles se había reducido a 14 y los únicos servicios regulares en la parroquia son realizados por católicos caldeos de la archieparquía de Diyarbakır.

## Historia
Desde 1856 (o 1861) el sacerdote de rito latino de la isla de Siros, fray Yakinthos Maragos, hizo apostolado entre los griegos ortodoxos de Constantinopla (actual Estambul) logrando formar una pequeña comunidad de católicos griegos de rito bizantino, entre ellos dos antiguos metropolitanos ortodoxos. En 1878 lo sucedió fray Polykarpos Anastasiadis, quien fuera un exestudiante de la Escuela Teológica Ortodoxa de Halki. En 1880 fue formada en la villa de Malkara (o Malgara, en la actual provincia de Tekirdağ, en Tracia), una comunidad católica bizantina. La misión estaba bajo dependencia de la delegación apostólica de Constantinopla en el Imperio otomano.
El 29 de julio de 1909 el sacerdote Isaías Papadopoulos (nativo de Grecia y converso de la Iglesia ortodoxa en 1877), quien construyó la iglesia en Malkara, fue nombrado vicario general para los católicos griegos dentro de la delegación apostólica de Constantinopla. El 11 de junio de 1911 el papa Pío X erigió el ordinariato para los católicos griegos de rito bizantino dentro de los límites del vicariato apostólico de Constantinopla mediante el breve Auctus in aliqua, siendo Papadopoulos nombrado su primer ordinario el 28 de junio como obispo titular de Gracianópolis. El clero secular incluía a ocho sacerdotes célibes que se agruparon en la Congregación de la Santísima Trinidad y que servían en las estaciones misioneras de Pera (o Gálata, en Constantinopla), Malkara y Daudeli (o Daoudili, la actual Davuteli, al norte de Gallípoli). Los Agustinos de la Asunción operaban 4 estaciones en Coum-Capou (en Constantinopla), Cadi-Keuy (actual Kadıköy, la antigua Calcedonia), Gallípoli y Nev-Chéhir (actual Nevşehir, en Asia Menor). Papadopoulos permaneció en el cargo hasta 1917, cuando fue nombrado asesor de la Congregación para las Iglesias Orientales.
En 1920 George Calavassy sucedió a Papadopoulos con el título de exarca apostólico. 
Como resultado del conflicto entre Grecia y Turquía después de la Primera Guerra Mundial, se produjo un intercambio de población entre ambos países convalidado por la firma del Tratado de Lausana en 1923. La mayoría de los católicos griegos de Malkara y de la villa cercana de Davuteli se mudaron a Yannitsa en Macedonia. Muchos de los que vivían en Estambul emigraron a Atenas, entre ellos el obispo (en 1922, junto al seminario) y los religiosos del Instituto de las Hermanas de Pammakaristos de la Madre de Dios, fundado en 1920, a pesar de que su presencia irritó a la Iglesia ortodoxa griega. Los que permanecieron en Estambul sufrieron persecuciones del Gobierno turco.
La transferencia de la sede fue reconocida por la Santa Sede, que extendió su jurisdicción a toda Grecia el 21 de diciembre de 1925. Según las indicaciones comunicadas por las Acta Apostolicae Sedis, estas decisiones dieron lugar al nacimiento de un segundo ordinariato de fieles greco-católicos, con sede en Atenas, unido in persona episcopi al ordinariato turco.
La unión personal de los dos ordinariatos permaneció en vigor hasta el 11 de junio de 1932, cuando, mediante el decreto Cum ecclesia episcopalis, se nombró un nuevo ordinario para la sede turca, Dionisio Leonida Varouchas, con jurisdicción sobre Turquía y con el título de «ordinario para los católicos de rito bizantino en Turquía». A partir del Anuario Pontificio de 1941, se cambió el título por el de «exarca apostólico para los católicos de rito bizantino en Turquía». En 1936 recibió su nombre actual.
Debido a la continua emigración a causa de la presión turca anti griega, se ha reducido enormemente el número de fieles. El exarcado apostólico está vacante desde el 28 de enero de 1957, cuando falleció el exarca Dionisio Leonida Varouchas. El último sacerdote bizantino residente en Estambul murió en 1997 y no ha sido reemplazado. Los únicos servicios regulares en la iglesia greco-católica de la Santa Trinidad son realizados por católicos caldeos. Desde 1999 el exarcado ha sido confiado a la administración de los vicarios apostólicos del rito latino de Estambul.

## Estadísticas
Según el Anuario Pontificio 2024 el exarcado apostólico tenía a fines de 2023 un total de 14 fieles bautizados.
| Año                                                                             | Población | Población | Población      | Sacerdotes | Sacerdotes | Sacerdotes | Católicos por sacerdote | Diáconos permanentes | Religiosos | Religiosos | Parroquias y cuasiparroquias |
| Año                                                                             | Católicos | Total     | % de católicos | Total      | Diocesanos | Regulares  | Católicos por sacerdote | Diáconos permanentes | Masculinos | Femeninos  | Parroquias y cuasiparroquias |
| ------------------------------------------------------------------------------- | --------- | --------- | -------------- | ---------- | ---------- | ---------- | ----------------------- | -------------------- | ---------- | ---------- | ---------------------------- |
| 1950                                                                            | 1000      | ?         | ?              | 3          | 3          |            | 333                     |                      |            | 1          | 1                            |
| 1969                                                                            | 134       | ?         | ?              | 1          | 1          |            | 134                     |                      |            | 1          | 1                            |
| 1980                                                                            | 70        | ?         | ?              | 1          | 1          |            | 70                      |                      |            |            | 1                            |
| 1990                                                                            | 50        | ?         | ?              |            |            |            |                         |                      |            | 1          |                              |
| 1999                                                                            | 40        | ?         | ?              |            |            |            |                         |                      |            | 1          |                              |
| 2000                                                                            | 45        | ?         | ?              |            |            |            |                         |                      |            | 1          |                              |
| 2001                                                                            | 45        | ?         | ?              |            |            |            |                         |                      |            | 1          |                              |
| 2004                                                                            | 40        | ?         | ?              |            |            |            |                         |                      |            | 1          |                              |
| 2010                                                                            | 25        | ?         | ?              |            |            |            |                         |                      |            |            | 1                            |
| 2013                                                                            | 20        | ?         | ?              |            |            |            |                         |                      |            |            | 1                            |
| 2016                                                                            | 16        | ?         | ?              |            |            |            |                         |                      |            |            | 1                            |
| 2019                                                                            | 14        |           |                |            |            |            |                         |                      |            |            | 1                            |
| 2021                                                                            | 14        | ?         | ?              |            |            |            |                         |                      |            |            | 1                            |
| 2023                                                                            | 14        |           |                |            |            |            |                         |                      |            |            | 1                            |
| Fuente: Catholic-Hierarchy, que a su vez toma los datos del Anuario Pontificio. |           |           |                |            |            |            |                         |                      |            |            |                              |

## Episcopologio

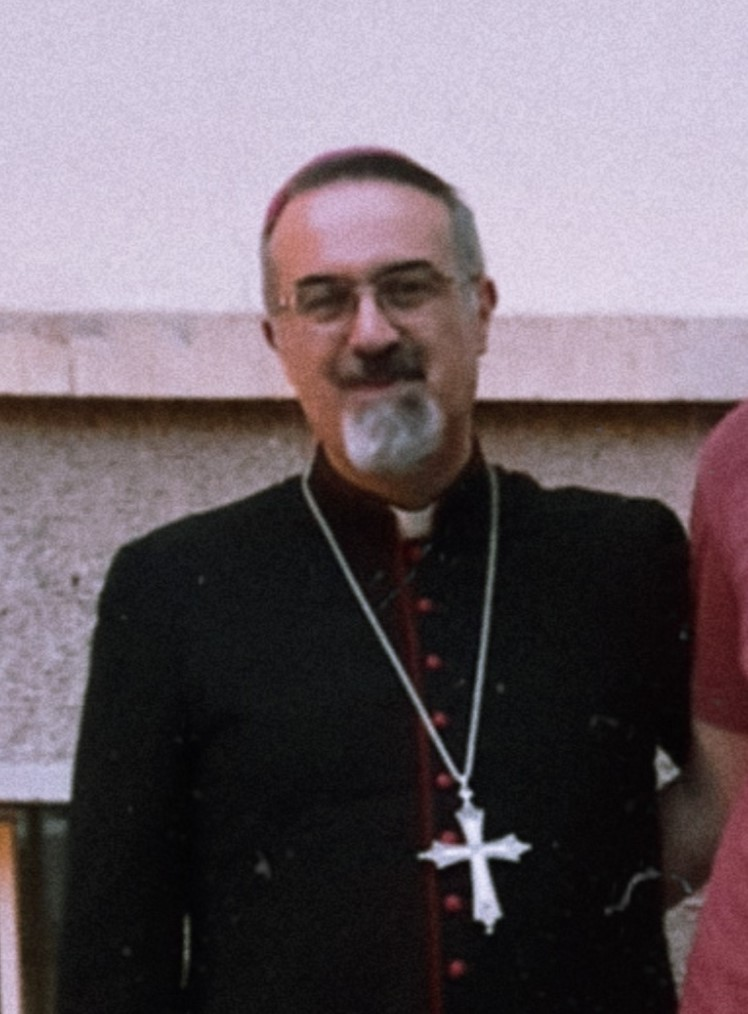
Massimiliano Palinuro, administrador apostólico desde 2021

- Isaias Papadopoulos † (28 de junio de 1911[11]-29 de noviembre de 1917[3] nombrado asesor de la Congregación para las Iglesias Orientales)
  - Sede vacante (1917-1920)
- George Calavassy † (13 de julio de 1920-11 de junio de 1932 nombrado exarca de Grecia)
- Dionisio Leonida Varouhas (o Varouchas) † (11 de junio de 1932-28 de enero de 1957 falleció)
  - Domenico Caloyera, O.P. † (28 de enero de 1957-1973 renunció) (administrador apostólico sede vacante)[nota 3]
  - Louis Pelâtre, A.A. (1999-16 de abril de 2016 retirado) (administrador apostólico)
  - Rubén Tierrablanca González, O.F.M. † (16 de abril de 2016-22 de diciembre[12] de 2020 falleció) (administrador apostólico)
  - Lorenzo Piretto, O.P. (24 de diciembre de 2020-14 de septiembre de 2021 cesado) (administrador apostólico)
  - Massimiliano Palinuro, desde el 14 de septiembre de 2021 (administrador apostólico)